# Piaristické gymnázium v Kroměříži

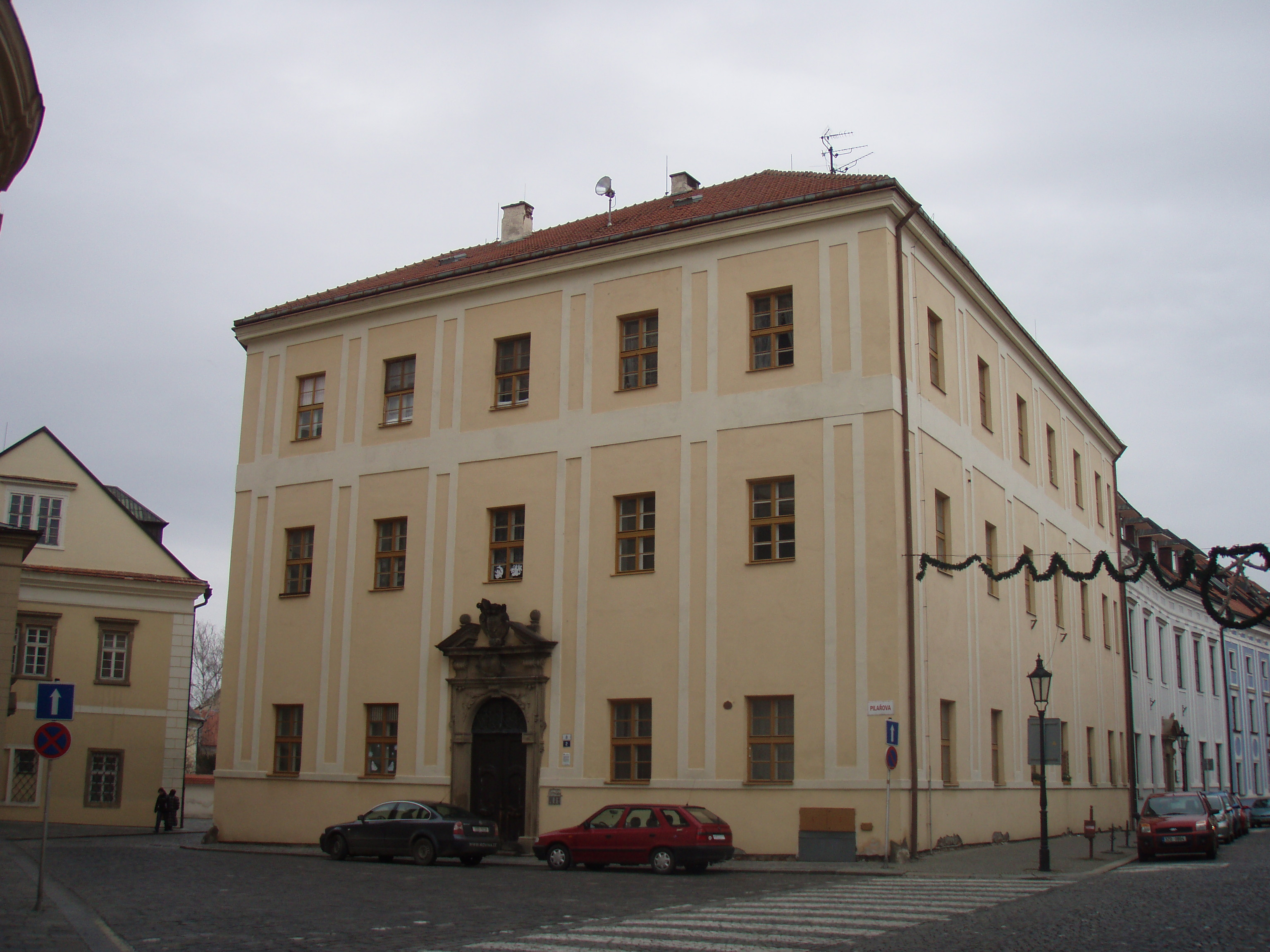
Budova někdejšího piaristického gymnázia v Pilařově ulici v Kroměříži (dnes byty)

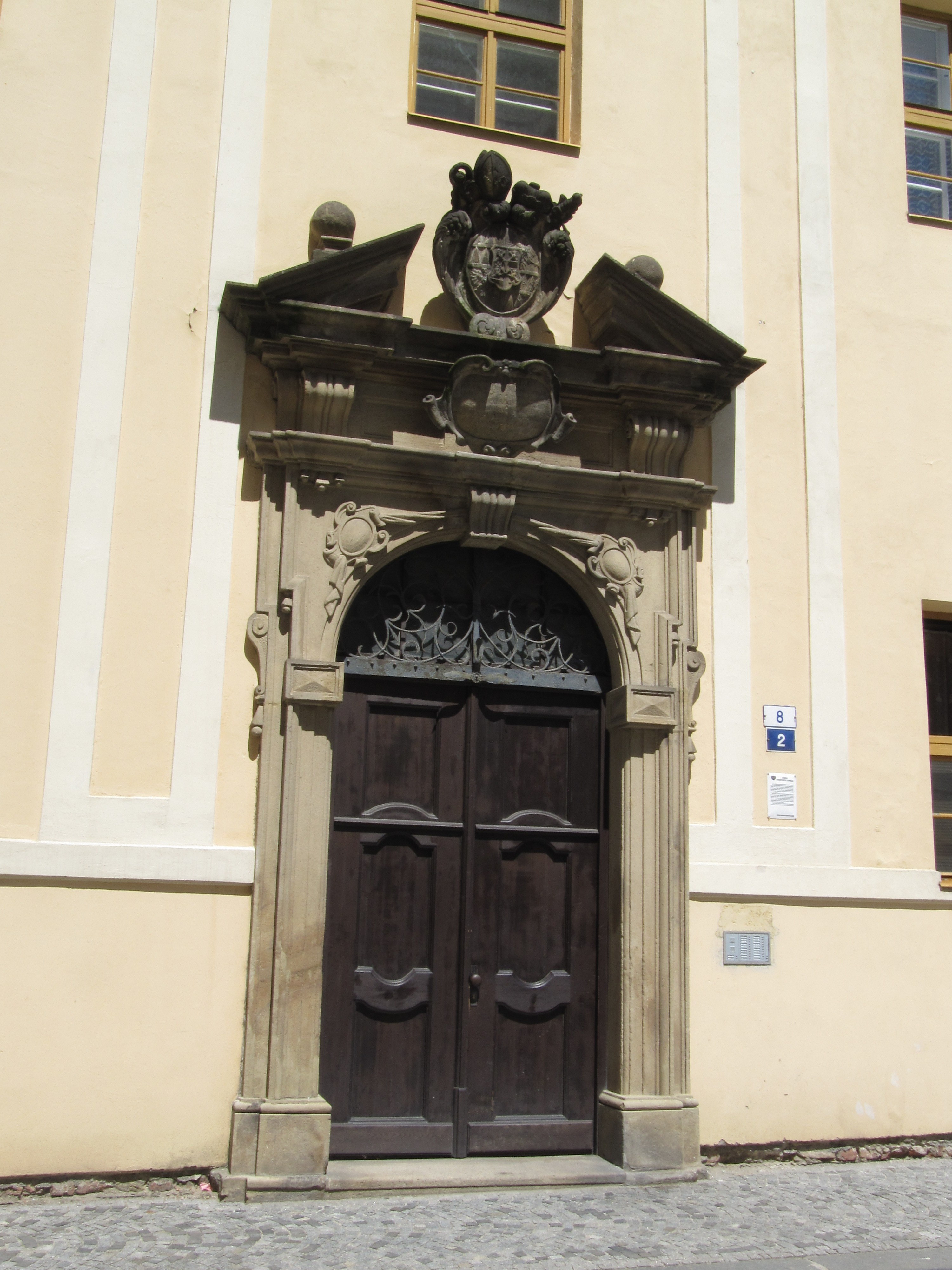
Detail vstupního portálu

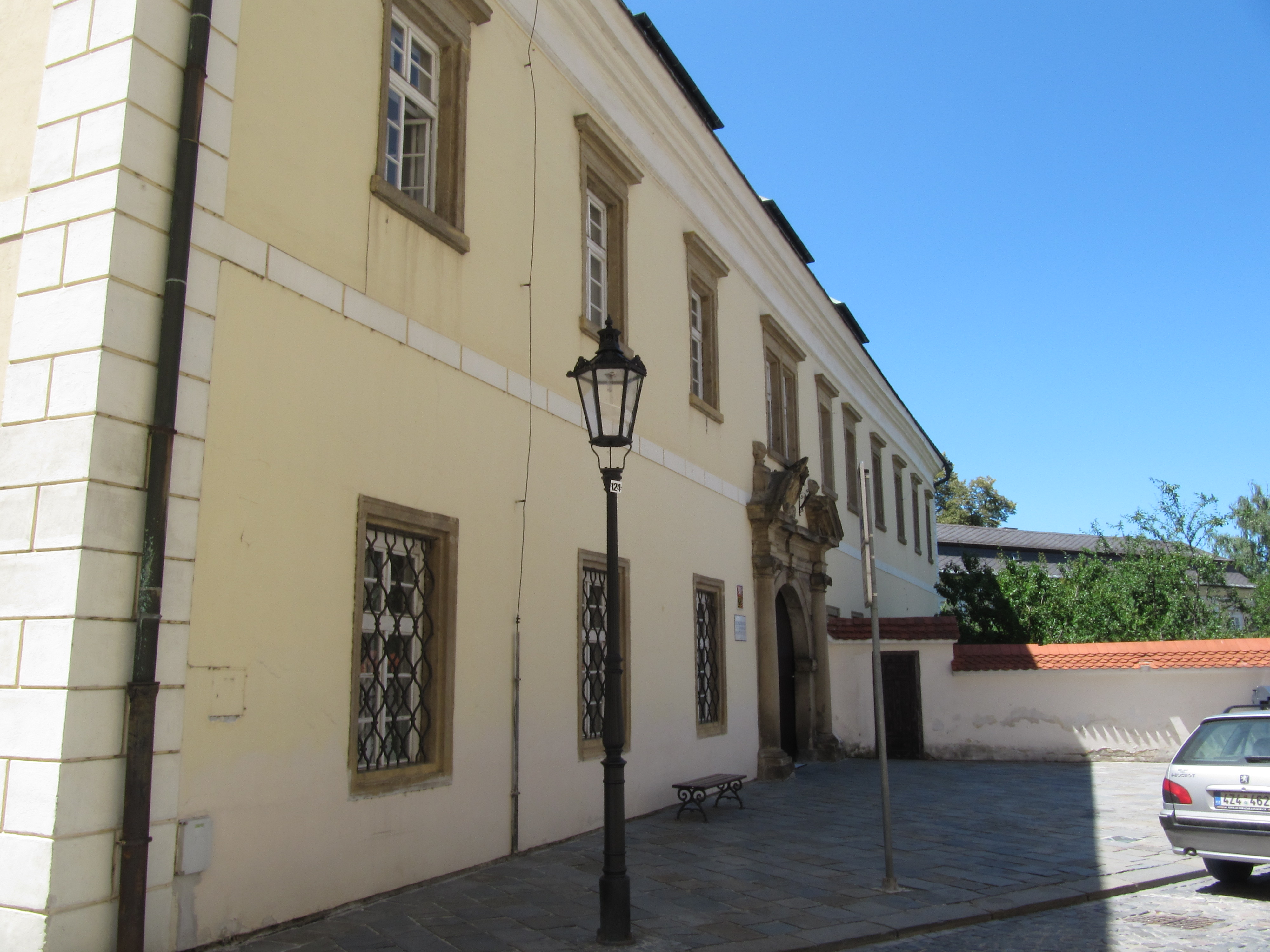
Protější budova piaristické koleje, dnes Konzervatoř P. J. Vejvanovského Kroměříž

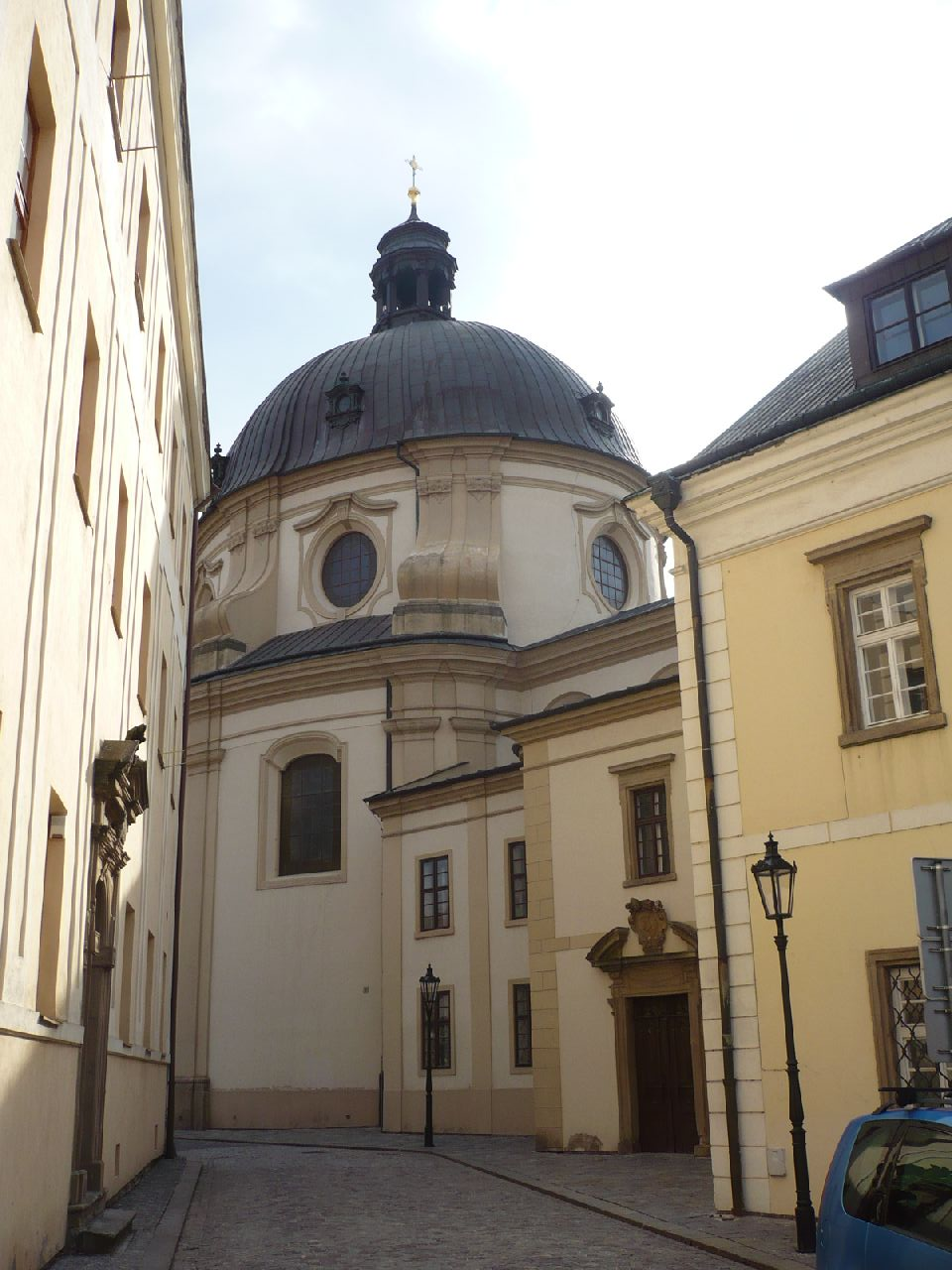
Pohled z Pilařovy ulice na zadní část kostela svatého Jana Křtitele - vlevo boční vchod gymnázia, vpravo budova koleje

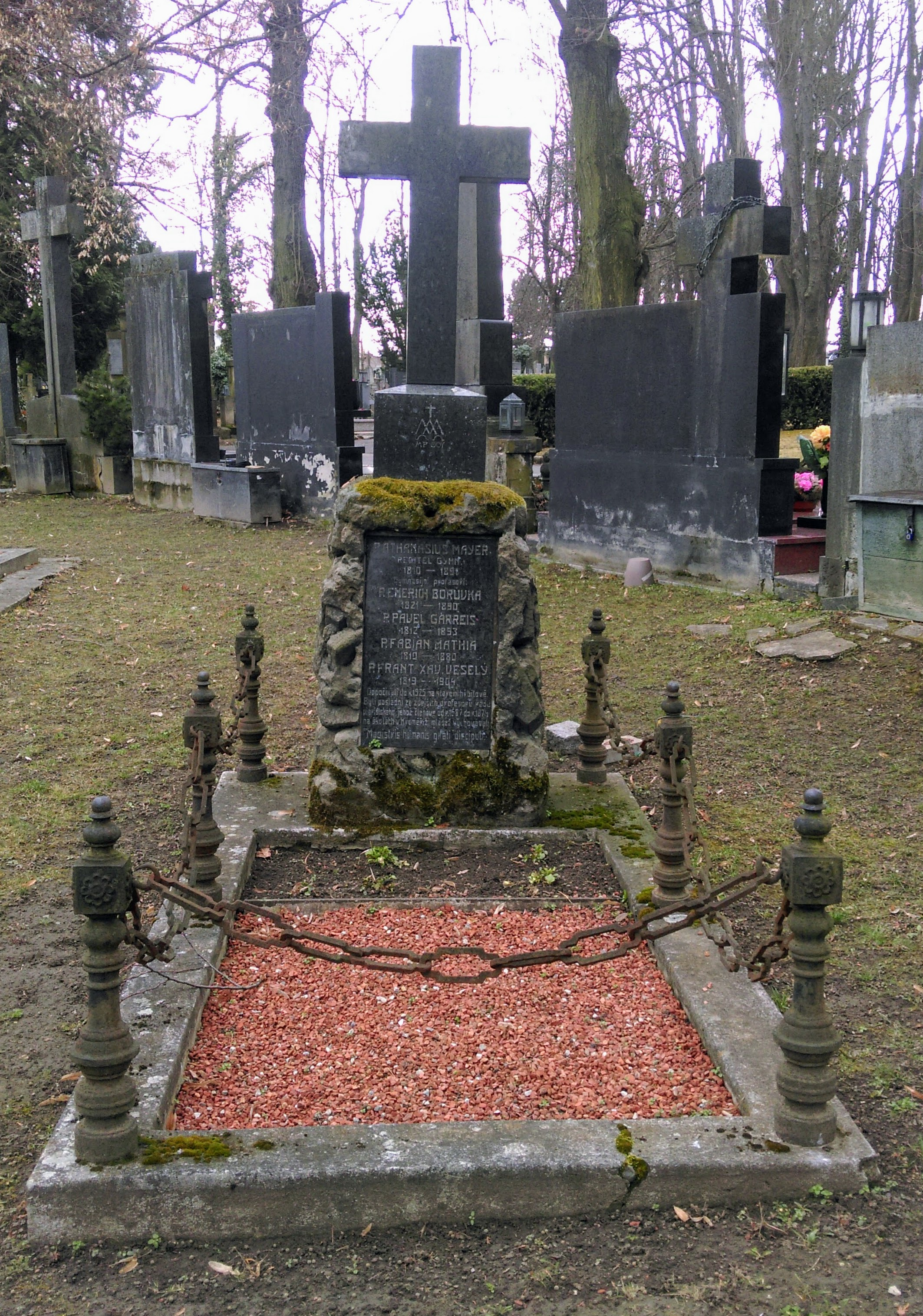
Čestný hrob posledních piaristů

Piaristické gymnázium v Kroměříži byla církevní škola založená v roce 1687 olomouckým biskupem Karlem II. z Liechtensteina-Castelcornu. V roce 1873 bylo postátněno na státní německé gymnázium, v roce 1919 zrušeno.

## Historie
Piaristické gymnázium v Kroměříži založil Karel II. z Lichtenštejna-Kastelkornu listinou vydanou 16. června 1687 v Kroměříži. Jednalo se o osmý piaristický ústav v Čechách a na Moravě. Zpočátku se nacházelo v budovách zaniklé johanitské komendy, v letech 1737 až 1768 byl pro piaristy vystaven komplex budov zahrnující kostel sv. Jana Křtitele s přilehlou budovou piaristické koleje (dnešní Konzervatoř P. J. Vejvanovského Kroměříž) a gymnázium. Slavnostní položení základního kamene však proběhlo již 3. května 1688. Složení zakládajícího učitelského sboru bylo následující:
- Václav Daniel Moreska (1640 Praha – 1698 Litomyšl) – rektor
- Bedřich Remigius Richter (1651 Kroměříž – 1707 Benešov)
- Jan Kryštof Skeřík (1653 Litomyšl – 1715 Kroměříž)
- Karel Prokop Růžička (1667 Smečno – 1695 Slaný)

Všichni čtyři vyučující působili před svým příchodem v Lipníku. Hlavní díl práce při organizačním zajištění činnosti nové koleje vykonal v letech 1689 až 1692 rektor Bernard Bartlicius povolaný z Litomyšle. Ten pak vykonával funkci rektora ještě v letech 1697–1700. Vyučovalo se podle zásad zakladatele piaristických škol Josefa Kalasanského, které v roce 1698 shrnul a vydal tiskem osmý generál řádu Giovanni Francesco Foci. Příručka byla později doplněna nařízeními pro českou provincii. V prvním období bylo gymnázium šestitřídní, vyučovacím jazykem byla latina. Ke škole byl téměř od počátku přidán chlapecký pěvecký seminář založený 16. srpna 1688.
Od roku 1737 probíhala již zmíněná výstavba piaristického areálu, o kterou se zasloužili zejména rektoři Karel Kornel Horneš a Jeremiáš Soudný. Ve druhé polovině osmnáctého století byly v monarchii provedeny rozsáhlé reformy ve školství, jejichž autorem byl bývalý provinciál rakouské provincie prof. Gracián Marx. V rámci reforem byl 6. prosince 1774 vyhlášen všeobecný školní řád, na jehož základě vznikla při gymnáziu hlavní škola o čtyřech třídách. Dále pak byla v tomto období zřízena nižší reálka o dvou nebo třech třídách a teologický ústav pro vzdělávání mladých piaristů. Dalším patentem z 25. května 1777 byl omezen počet gymnázií, kroměřížské gymnázium bylo redukováno z šestitřídního na pětitřídní a do dvou nejnižších tříd byla namísto latiny zavedena němčina. Dbalo se však i o výuku češtiny, která probíhala s využitím knih Jana Amose Komenského. Podrobné zápisy o prospěchu studentů se dochovaly od roku 1747.
Od roku 1807 probíhala výuka podle nového učebního plánu vypracovaného prof. Františkem Inocencem Langem. Namísto třídních profesorů byla zavedena soustava odborných učitelů. Ve školním roce 1818/19 byla gymnázia opět rozšířena na šest tříd, v roce 1849/50 na osm tříd. V souladu se zásadami Josefa Kalasanského byli ke studiu přijímáni i Židé. Například ve školním roce 1876/77 jich zde studovalo 78 nejen z Moravy, ale i z různých částí Německa. Nejvyššího počtu studentů dosáhlo gymnázium ve školním roce 1861/62, kdy na něm studovalo 472 žáků. Na hlavní škole to bylo 673 žáků v roce 1850/51, na nižší reálce 202 žáků v roce 1870/71. Rostoucí počet žáků si v roce 1851 vyžádal přístavbu druhého patra.
Ve druhé polovině devatenáctého století bylo mnoho piaristických škol postátněno. Příčina byla trojí.
- Finanční náročnost vydržování velkého počtu škol.
- Nové školské zákony stanovující větší počet tříd na středních školách a vyžadující pro gymnaziální učitele tříleté univerzitní studium. Přestože v letech 1850–1870 studovalo na pražské Filozofické fakultě přes 40 piaristů, nestačil řád tyto požadavky personálně pokrýt.
- Politická situace po roce 1849, která donutila mnoho piaristů k odchodu na státní školy.

Kroměřížské gymnázium a přidružené piaristické školy byly postátněny od školního roku 1873/74, převod pod státní správu prováděl provinciál PhDr. Vavřinec František Zink. Kolej zanikla v roce 1879. Posledním kroměřížským rektorem byl matematik a fyzik Athanáš František Mayer, posledním piaristou přírodovědec a fyzik František Xaver Veselý. Byli pohřbeni v Kroměříži na starém hřbitově a jejich ostatky byly slavnostně převezeny a uloženy do čestného hrobu na novém hřbitově v roce 1936.

## Státní německé gymnázium
Přímým pokračovatelem piaristického gymnázia bylo od roku 1873 státní německé gymnázium. Vyučovali na něm i čeští učitelé, nejvýznamnější z nich byl fyzik a astronom František Nábělek. V roce 1882 bylo v Kroměříži založeno české gymnázium, které se stalo konkurentem německého. Po vyhlášení Československa nastala vlna odhlašování dětí z německých škol a v roce 1919 bylo kroměřížské německé gymnázium zrušeno jako nadbytečné.

## Osobnosti

### Profesoři
- Bernard Bartlicius (1646–1717) – historik, rektor, provinciál
- Gelasius Dobner (1719–1790) – historik
- Jaroslav Schaller (1738–1809) – místopisec Čech
- Florus Ignác Stašek (1782–1862) – astronom
- František Ignác Kassián Halaška (1780–1847) – fyzik, rektor univerzit v Praze a Vídni
- Kvirin Ignác Královecký (1721–1781) – editor latinských spisů, nejlepší znalec latiny a řečtiny ve střední Evropě
- Adolf Pilař (1742–1795) – historik
- František Adolf Moravec (1734–1814) – historik
- Peter Brukner (1747–1825) – rektor, provinciál
- Josef Kalasanský František Likavec (1773–1850) – filozof
- Kornelius Bělecký (1778–1853) – rektor, matematik, překladatel z ruštiny
- Bonifác Buzek (1788–1839) – hlasatel zásad sociální spravedlnosti
- Oktavius Šofka (1811–1879) – astronom, meteorolog
- Kasián Jan Rachlík (1804–1853) – národní buditel, přírodovědec
- Athanáš František Mayer (1810–1891) – rektor, matematik a fyzik
- Josef Ondřej Liboslav Rettig (1821–1871) – přírodovědec
- Gilbert Blažek (1839–1890) – literární historik
- Valerius Josef Mattel (1791–1869) – klasický filolog, romanista
- František Xaver Veselý (1819–1904) – přírodovědec
- Kvido Maxmilián Lang (1790–1883) – pedagog neslyšících
- Athanáš Langer (1650–1711) – astronom
- Hynek Jindřich Kauč (1729–1803) – astronom
- Antonín Konstantin Víták (1835–1906) – pokrokový učitel a vychovatel, pedagogický spisovatel

### Skladatelé a hudební pedagogové
- David Jan Kopecký (1696–1758)
- Zachariáš Schubert (1701–1780)
- Šimon Václav Kalous (1715–1786)
- Silverius Jan Kolenc (1727–1793)
- Damasus Antonín Brosmann (1731–1798)
- Erasmus Koutník (1740–1804)
- Jan Karel Floder (1738–1773)
- Alexius Josef Franz
- Lambert Josef Schwarz (1811–1886)
- Jaromír Antonín Budinský (1843–1912)[1]

### Studenti
- Adolf Jiří Groll (1682–1743) – generální představený řádu v Římě, biskup v Győru
- August Benesch (1682–1743) – rakouský právník a politik z Moravy, v 2. polovině 19. století poslanec Říšské rady a starosta Kroměříže
- Jakub Josef Římař (1682–1755) – znalec Egypta
- Jan Alois Hanke (1751–1806) – knihovník, slavista a autor vlasteneckých knih
- Ondřej Jan Vavruch (1773–1842) – profesor lékařství ve Vídni
- Tomáš Josef Povondra (1786 – 1832) – katolický kněz, probošt v Tridentu
- František Sušil (1804–1868) – sběratel lidových písní
- Jan Ohéral (1810–1868) – spisovatel a novinář
- Josef Chytil (1812—1861) – český historik, archivář v Moravském zemském archivu a národní buditel
- František Rybička (1813–1890) – lékař
- August Emil Vogl (1833–1909) – profesor farmakologie ve Vídni
- Ernst Mach (1838–1916) – fyzik a filozof
- Ferdinand Stolička (1838–1874) – geolog
- Josef Zukal (1841–1929) – český historik a pedagog, zakladatel moderní české historiografie ve Slezsku
- Nehemial (Nahum) Brüll (1843–1891) – hebraista a judaista
- Ota Kříž (1845–1874) – polární výzkumník
- Theodor Kohn (1845–1915) – olomoucký arcibiskup
- Adolf (Elchanan) Brüll (1846–1908) – hebraista a judaista
- Antonín Hulka (1849–1910) – rakouský notář a politik české národnosti z Moravy; poslanec Moravského zemského sněmu
- Vojtěch Kulp (1850–1932) – český politik, poslanec Moravského zemského sněmu a Říšské rady, koncem 19. století první český starosta Kroměříže
- David Kaufmann (1852–1899) – profesor zemského rabínského semináře v Budapešti
- František Gogela (1854–1922) – kněz a botanik, sloužil na faře v Rajnochovicích, kde má umístěnou pamětní deska
- Max Grünfeld (1856–1933) – německy píšící židovský publicista
- Gabriel Fránek (1859–1930) – český skladatel a dirigent
- Robert Jan Kořán (1859–1943) – průmyslník, cukrovarnický odborník, předseda společností, spolků a sdružení